# Autophila libanotica
Autophila libanotica är en fjärilsart som beskrevs av Otto Staudinger 1901. Autophila libanotica ingår i släktet Autophila och familjen nattflyn. Inga underarter finns listade i Catalogue of Life.